# Trizay
Pour les articles homonymes, voir Trizay (homonymie).
Trizay est une commune du Sud-Ouest de la France, située dans le département de la Charente-Maritime (région Nouvelle-Aquitaine).
Ses habitants sont appelés les Trizayens et les Trizayennes. 
Cette petite commune du val d'Arnoult, dont l'économie a longtemps presque exclusivement dépendu du maraîchage et de l'exploitation de carrières de pierres, est aujourd'hui tournée vers les activités touristiques. Outre les vestiges d'un prieuré bénédictin ayant obtenu le label des trésors de Saintonge, la commune accueille le parc botanique des jardins de Compostelle, situé à proximité du lac de Bois-Fleuri, un plan d'eau artificiel aménagé en 1995.

## Géographie

### Situation
| \| Position de Trizay en Charente-Maritime. · Trizay \| Position de Trizay en Charente-Maritime. |
| Position de Trizay en Charente-Maritime. · Trizay                                                |

La commune de Trizay est située dans le centre-ouest du département de la Charente-Maritime, dans l'ancienne province historique de la Saintonge. Appartenant au midi atlantique, elle peut être rattachée à deux grands ensembles géographiques, le Grand Ouest français et le Grand Sud-Ouest français.
Trizay est une commune située à 12 kilomètres du centre de Rochefort, chef-lieu de l'arrondissement et seconde agglomération du département de la Charente-Maritime.

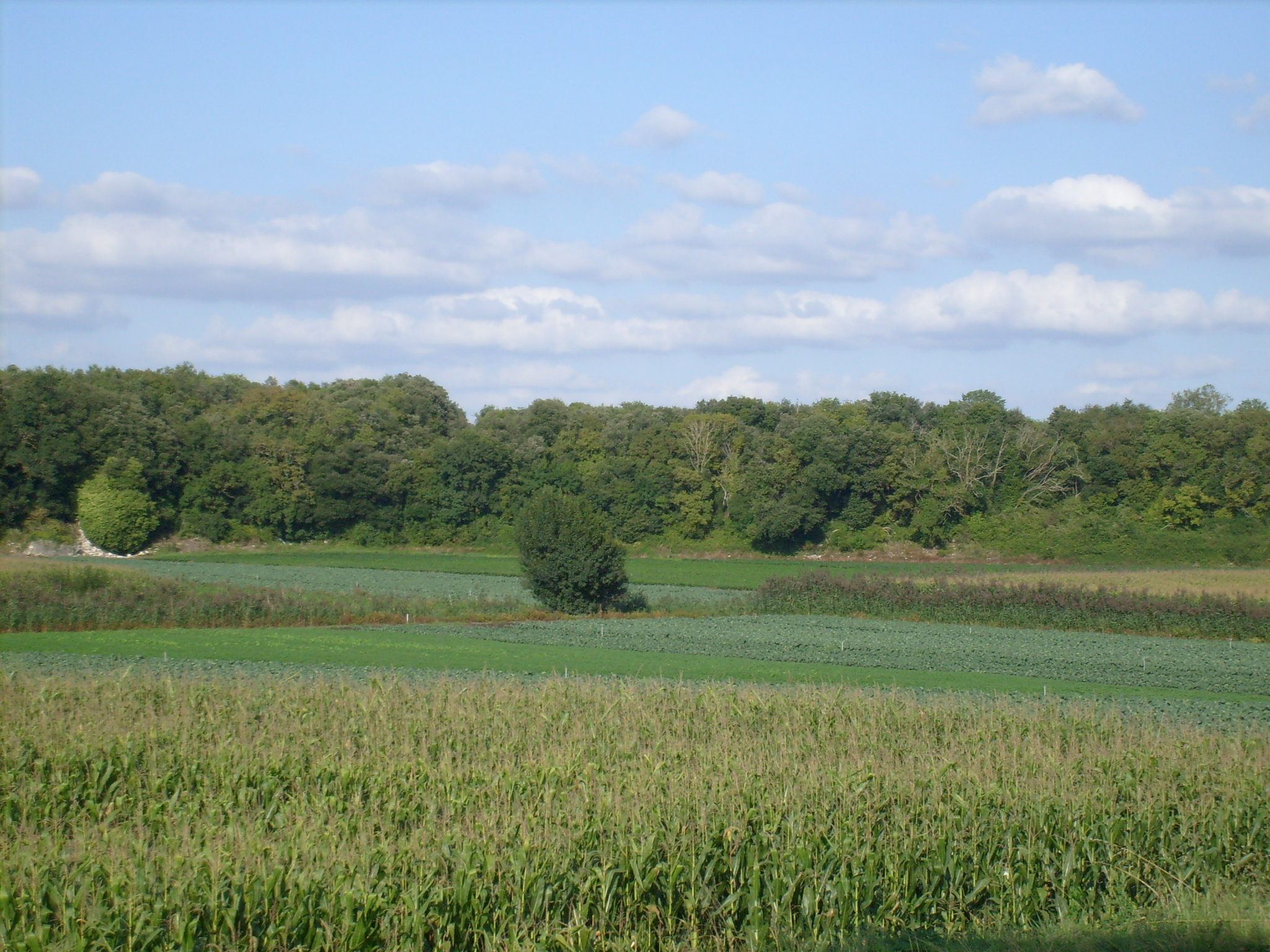
Paysage du val d'Arnoult.

### Communes limitrophes
Les communes limitrophes sont  Beurlay, Champagne, La Vallée, Saint-Agnant, Saint-Hippolyte, Sainte-Radegonde et Échillais.
La commune est limitée au sud par la commune de Sainte-Radegonde et à l'est par celles de Beurlay et de La Vallée.
La partie nord-ouest du territoire communal forme une enclave entre les cantons de Tonnay-Charente et de Saint-Agnant. Au nord, la commune est mitoyenne de celle de Saint-Hippolyte (canton de Tonnay-Charente), tandis qu'au nord-ouest, elle borde les communes d'Échillais et de Saint-Agnant (canton de Saint-Agnant).

### Géologie

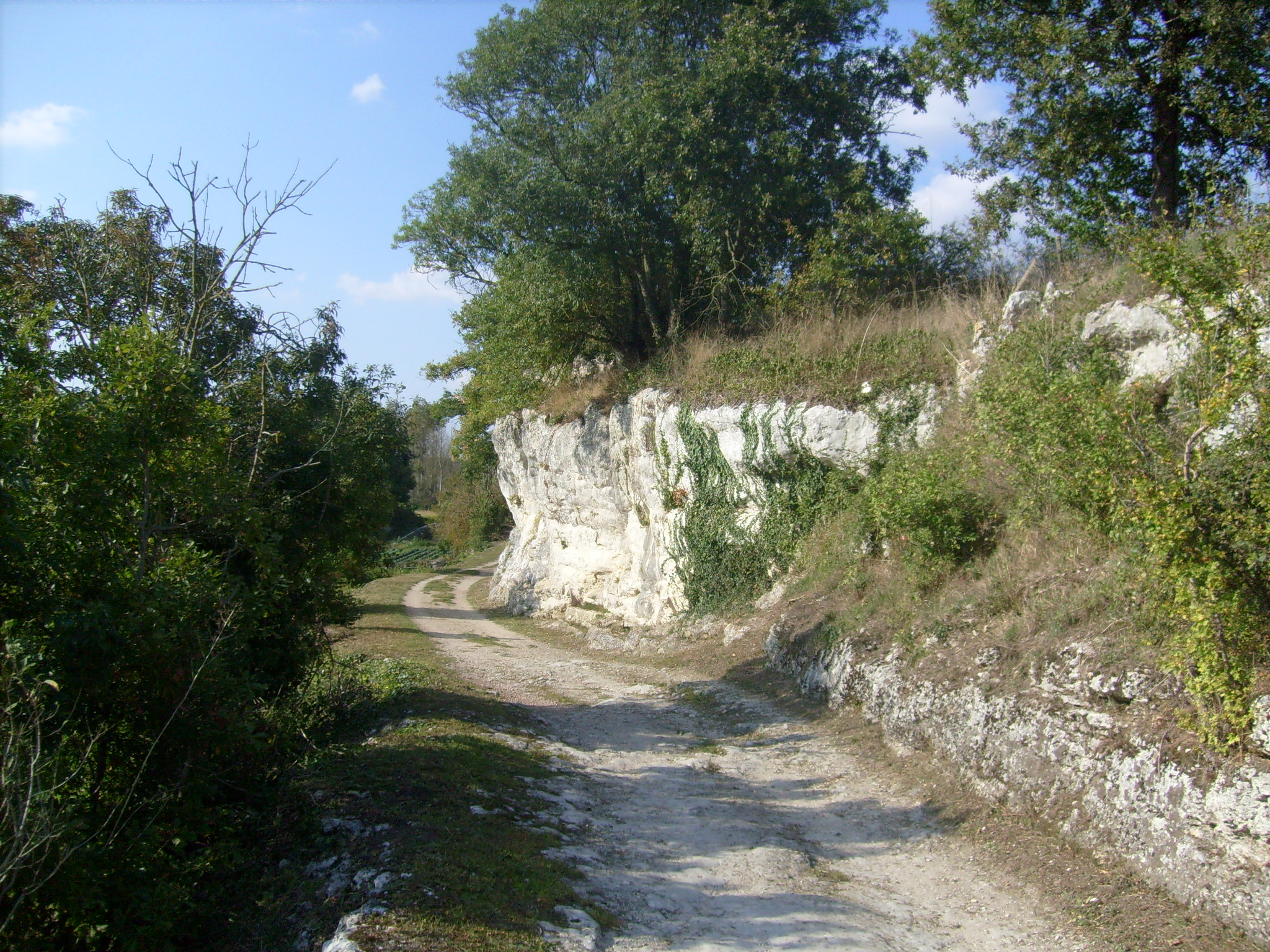
Une cadorette falaise bordant autrefois l'estuaire de l'Arnoult.

Le sous-sol de la commune est partiellement constitué d'un plateau datant du crétacé, constitué à l'époque du turonien, il y a environ 90 millions d'années. Celui-ci a été profondément entaillé à l'ère quaternaire par l'action du fleuve Arnoult, aujourd'hui réduit à un modeste cours d'eau, mais qui formait autrefois un estuaire s'étalant jusqu'aux actuelles communes de Pont-l'Abbé-d'Arnoult et Sainte-Radegonde.
De cette lointaine époque subsistent les cadorettes, des falaises autrefois bordées par l'océan et aujourd'hui isolées à plusieurs dizaines de kilomètres au milieu des terres, marquant les limites de l'ancien estuaire de l'Arnoult. La formation de ces falaises s'explique par la régression marine ayant accompagnée la période des glaciations, notamment la glaciation de Würm, intervenue entre -60000 et -10000.
La période de déglaciation post-würmienne introduit une importante transgression marine, dite  Flandrienne. Au cours de cette période, la mer envahit les terres, immergeant la vallée de l'Arnoult et ralentissant le débit du fleuve. Ce phénomène est à l'origine du colmatage progressif de la dépression estuarienne de l'Arnoult par des alluvions et des bris, terre argileuse que l'on retrouve dans les marais de la région.
L'accumulation progressive de limon va générer peu à peu une terre noire particulièrement fertile qui explique la vocation maraîchère du val d'Arnoult, qui se perpétue aujourd'hui encore par la culture de la mojhette, un haricot blanc réputé dans la région.

### Hydrographie
La commune occupe un site baigné par trois cours d'eau : l'Arnoult, un paisible cours d'eau qui, autrefois, format un vaste estuaire, l'Arnaise et le Buffetizon.
Le Canal de la Charente à la Seudre passe à l'ouest du territoire communal. De nombreux canaux de drainages en assèchent le sol.

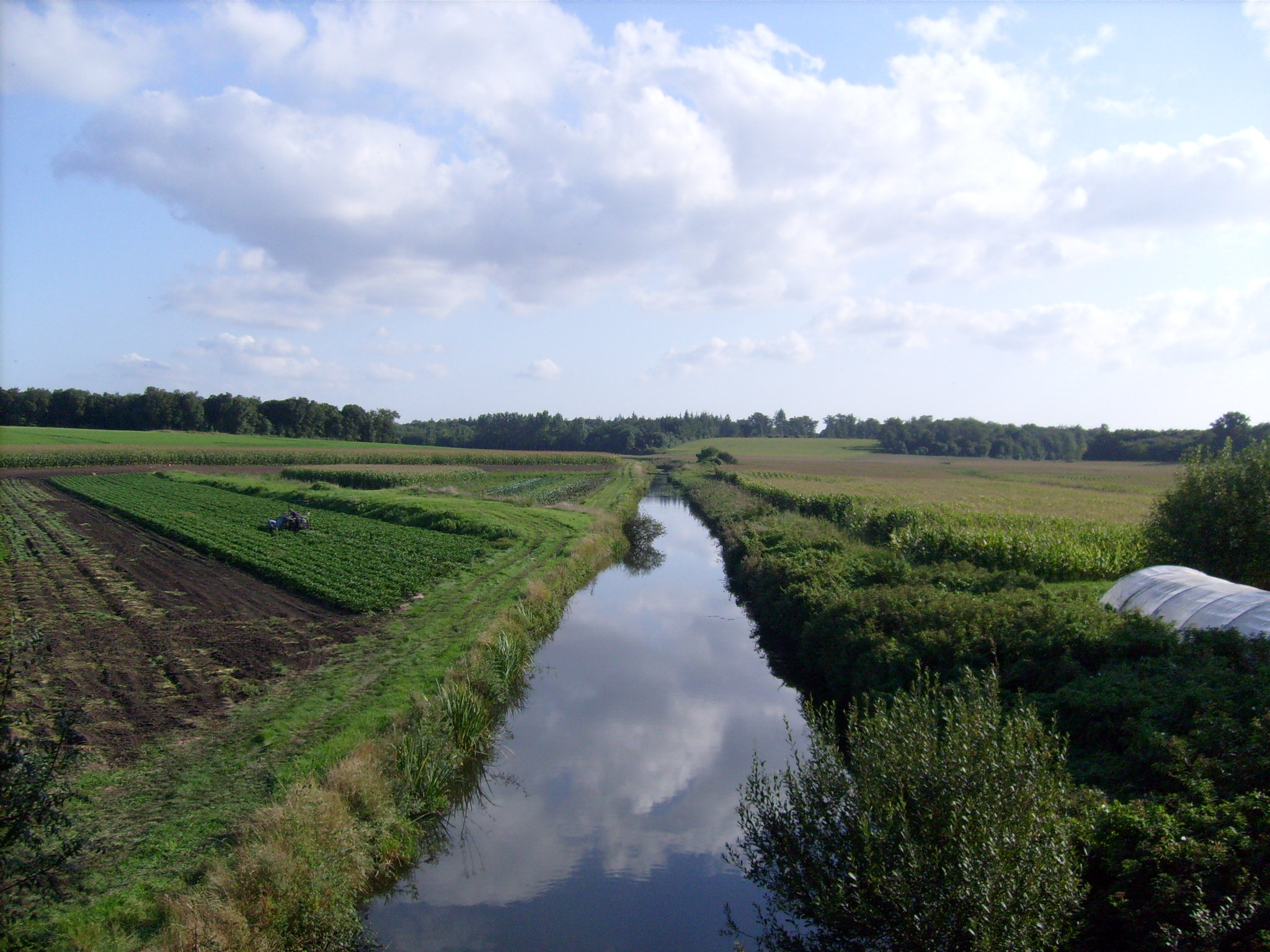
L'Arnoult à Trizay.

### Climat
Le climat est de type océanique : la pluviométrie est relativement élevée en automne et en hiver et les hivers sont doux. L'été reste tempéré grâce à la brise marine. Deux vents venant de l'océan, le noroît et le suroît, soufflent sur les côtes du département. L'ensoleillement de la côte charentaise est très important : avec 2250 heures par an, il est comparable à celui que connaît une partie de la côte méditerranéenne.

#### Données générales
| Ville             | Ensoleillement · (h/an) | Pluie · (mm/an) | Neige · (j/an) | Orage · (j/an) | Brouillard · (j/an) |
| ----------------- | ----------------------- | --------------- | -------------- | -------------- | ------------------- |
| Médiane nationale | 1 852                   | 835             | 16             | 25             | 50                  |
| Trizay            | 2250                    | 755             | 4              | 13             | 26                  |
| Paris             | 1 717                   | 634             | 13             | 20             | 26                  |
| Nice              | 2 760                   | 791             | 1              | 28             | 2                   |
| Strasbourg        | 1 747                   | 636             | 26             | 28             | 69                  |
| Brest             | 1 555                   | 1 230           | 6              | 12             | 78                  |
| Bordeaux          | 2 070                   | 987             | 3              | 32             | 78                  |

| Mois                        | Jan  | Fév  | Mar  | Avr  | Mai  | Jui  | Jui  | Aoû  | Sep  | Oct  | Nov  | Déc  | Année |
| Températures minimales (°C) | 3,4  | 4,0  | 5,4  | 7,4  | 10,7 | 13,7 | 15,8 | 15,7 | 13,7 | 10,5 | 6,3  | 3,9  | 9,2   |
| Températures maximales (°C) | 8,5  | 9,9  | 12,1 | 14,7 | 17,9 | 21,3 | 23,8 | 23,5 | 21,8 | 18,0 | 12,6 | 9,2  | 16,1  |
| Températures moyennes (°C)  | 5,9  | 6,9  | 8,7  | 11,1 | 14,3 | 17,5 | 19,8 | 19,6 | 17,8 | 14,2 | 9,4  | 6,6  | 12,7  |
| Ensoleillement (h)          | 84   | 111  | 174  | 212  | 239  | 272  | 305  | 277  | 218  | 167  | 107  | 85   | 2250  |
| Pluviométrie (mm)           | 82,5 | 66,1 | 57,0 | 52,7 | 61,1 | 42,9 | 35,1 | 46,4 | 56,5 | 81,6 | 91,8 | 81,8 | 755,3 |

#### Ouragan de décembre 1999
La Charente-Maritime est le département français qui a été le plus durement touché par l'ouragan Martin du 27 décembre 1999. Les records nationaux de vents enregistrés ont été atteints avec 198 km/h sur l'île d'Oléron et 194 km/h à Royan.

### Paysages
Le territoire communal, d'une superficie de 1413 hectares, est divisé entre marais tributaires de l'Arnoult, forêts et exploitations agricoles (en partie consacrées à la polyculture et à l'élevage). Celles-ci sont surtout présentes dans le nord de la commune, tandis qu'une large part du territoire communal est consacré au maraîchage, activité traditionnelle en val d'Arnoult. Cette activité s'explique par la présence de terres particulièrement fertiles, les  mottes, issues de l'ancien estuaire de l'Arnoult, aujourd'hui comblé par les alluvions. Parmi les productions locales figure en bonne place le haricot blanc dit  mojhette, qui s'épanouit dans ces terres riches en humus. 
En bordure de l'ancien estuaire s'étend un plateau dont les roches, exploitées dans des carrières, ont longtemps fait la richesse de la commune. Celles-ci sont aujourd'hui transformées en un plan d'eau artificiel, le lac de Bois-Joli.

## Urbanisme

### Typologie
Au 1er janvier 2024, Trizay est catégorisée commune rurale à habitat dispersé, selon la nouvelle grille communale de densité à 7 niveaux définie par l'Insee en 2022.
Elle est située hors unité urbaine. Par ailleurs la commune fait partie de l'aire d'attraction de Rochefort, dont elle est une commune de la couronne,. Cette aire, qui regroupe 33 communes, est catégorisée dans les aires de 50 000 à moins de 200 000 habitants,.

### Occupation des sols
L'occupation des sols de la commune, telle qu'elle ressort de la base de données européenne d’occupation biophysique des sols Corine Land Cover (CLC), est marquée par l'importance des territoires agricoles (81,6 % en 2018), une proportion sensiblement équivalente à celle de 1990 (82,3 %). La répartition détaillée en 2018 est la suivante : 
terres arables (45,8 %), zones agricoles hétérogènes (27,7 %), forêts (15,3 %), prairies (8,1 %), zones urbanisées (3,2 %). L'évolution de l’occupation des sols de la commune et de ses infrastructures peut être observée sur les différentes représentations cartographiques du territoire : la carte de Cassini (XVIIIe siècle), la carte d'état-major (1820-1866) et les cartes ou photos aériennes de l'IGN pour la période actuelle (1950 à aujourd'hui).

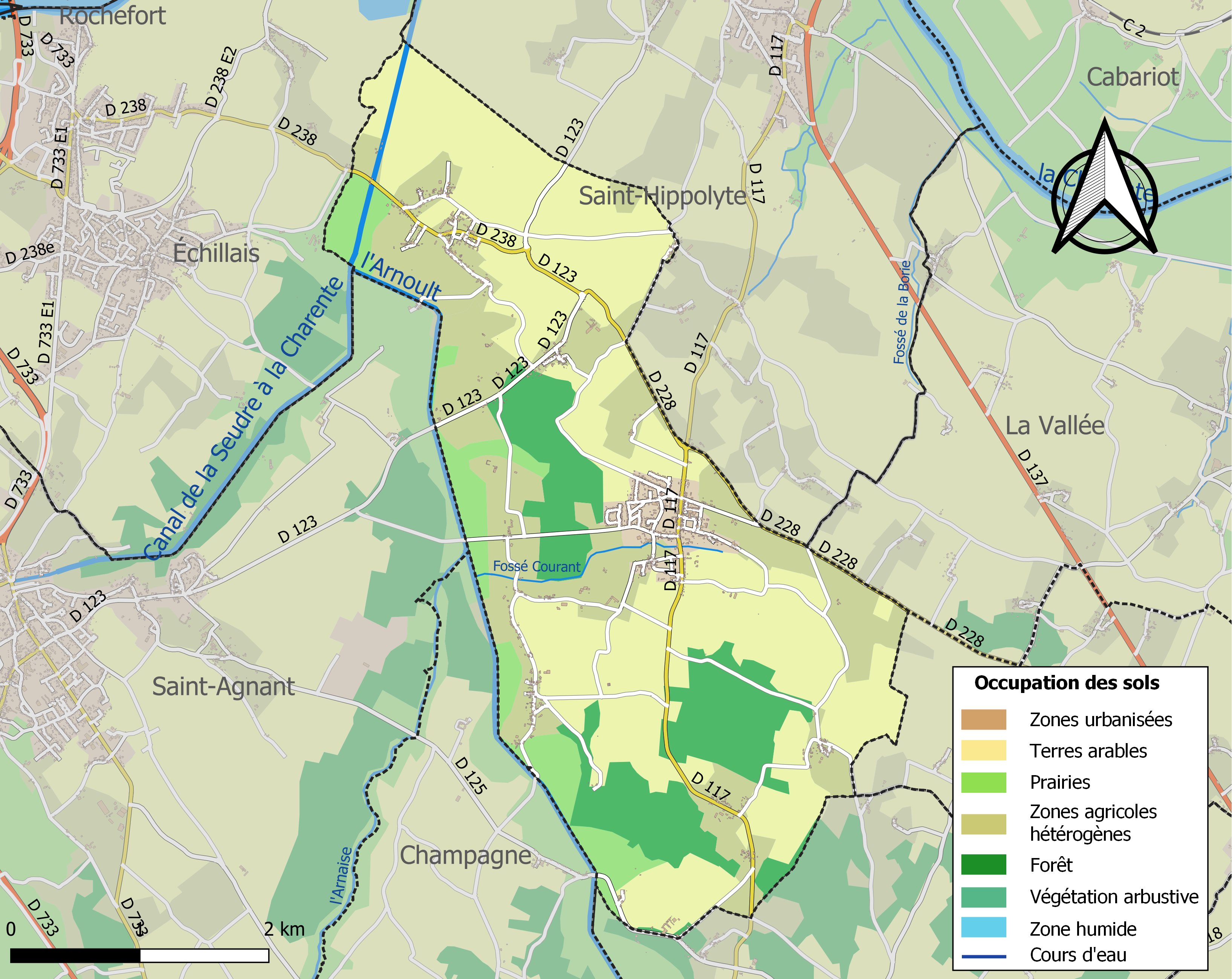
Carte des infrastructures et de l'occupation des sols de la commune en 2018 (CLC).

### Habitat et logement
En 2018, le nombre total de logements dans la commune était de 646, alors qu'il était de 585 en 2013 et de 545 en 2008.
Parmi ces logements, 90,1 % étaient des résidences principales, 4,5 % des résidences secondaires et 5,4 % des logements vacants. Ces logements étaient pour 98,8 % d'entre eux des maisons individuelles et pour 1,1 % des appartements.
Le tableau ci-dessous présente la typologie des logements à Trizay en 2018 en comparaison avec celle de la Charente-Maritime et de la France entière. Une caractéristique marquante du parc de logements est ainsi une proportion de résidences secondaires et logements occasionnels (4,5 %) inférieure à celle du département (22,1 %) et à celle de la France entière (9,7 %). Concernant le statut d'occupation de ces logements, 77,8 % des habitants de la commune sont propriétaires de leur logement (79,6 % en 2013), contre 65,2 % pour la Charente-Maritime et 57,5 % pour la France entière.
| Typologie                                               | Trizay | Charente-Maritime | France entière |
| ------------------------------------------------------- | ------ | ----------------- | -------------- |
| Résidences principales (en %)                           | 90,1   | 70,7              | 82,1           |
| Résidences secondaires et logements occasionnels (en %) | 4,5    | 22,1              | 9,7            |
| Logements vacants (en %)                                | 5,4    | 7,1               | 8,2            |

### Voies de communication et transports
La voie rapide reliant Rochefort à La Rochelle (D137-E602) met désormais Trizay à environ 40 minutes du chef-lieu départemental.
La commune est traversée par deux axes routiers relativement importants. D'une part, la D 117, voie d'accès fréquentée, orientée nord/sud, qui permet de relier les villes de Tonnay-Charente et de Pont-l'Abbé-d'Arnoult ; d'autre part, la D238, route départementale de moindre importance en termes de trafic, orientée nord-ouest/sud-est, conduisant au chef-lieu du canton, la ville de Saint-Porchaire. Ces deux axes forment un croisement à la sortie nord de l'agglomération, avant que la D238 ne rejoigne l'ancienne route de Beurlay au niveau de la zone artisanale. 
Un réseau complexe de chemins vicinaux sillonne le territoire communal, notamment à proximité de l'ancien prieuré : ainsi du chemin de la Croix, du chemin de l'Abbaye, du chemin du Petit-Logis ou du chemin du Picou, dont les origines remontent souvent au Moyen Âge.
La commune bénéficie d'une bonne desserte aéroportuaire, du fait de la présence à 8 kilomètres de l'aéroport de Rochefort-Saint-Agnant. Celui-ci accueille principalement des vols charters à destination des pays du nord de l'Europe, en particulier les îles Britanniques.
Enfin, traversée par une ancienne ligne de chemin de fer (celle-ci, qui reliait Rochefort à Saint-Agnant, est aujourd'hui désaffectée), la commune était desservie par la halte de Trizay-Monthérault. La gare ouverte la plus proche est aujourd'hui celle de Rochefort, qui accueille principalement des trains du réseau TER Nouvelle-Aquitaine.

### Risques naturels et technologiques
Le territoire de la commune de Trizay est vulnérable à différents aléas naturels : météorologiques (tempête, orage, neige, grand froid, canicule ou sécheresse), inondations, mouvements de terrains et séisme (sismicité modérée). Il est également exposé à un risque technologique,  le transport de matières dangereuses. Un site publié par le BRGM permet d'évaluer simplement et rapidement les risques d'un bien localisé soit par son adresse soit par le numéro de sa parcelle.

#### Risques naturels
Certaines parties du territoire communal sont susceptibles d’être affectées par le risque d’inondation par débordement de cours d'eau, notamment l'Arnoult,  et par submersion marine. La commune a été reconnue en état de catastrophe naturelle au titre des dommages causés par les inondations et coulées de boue survenues en 1982, 1993, 1999, 2010 et 2013,.

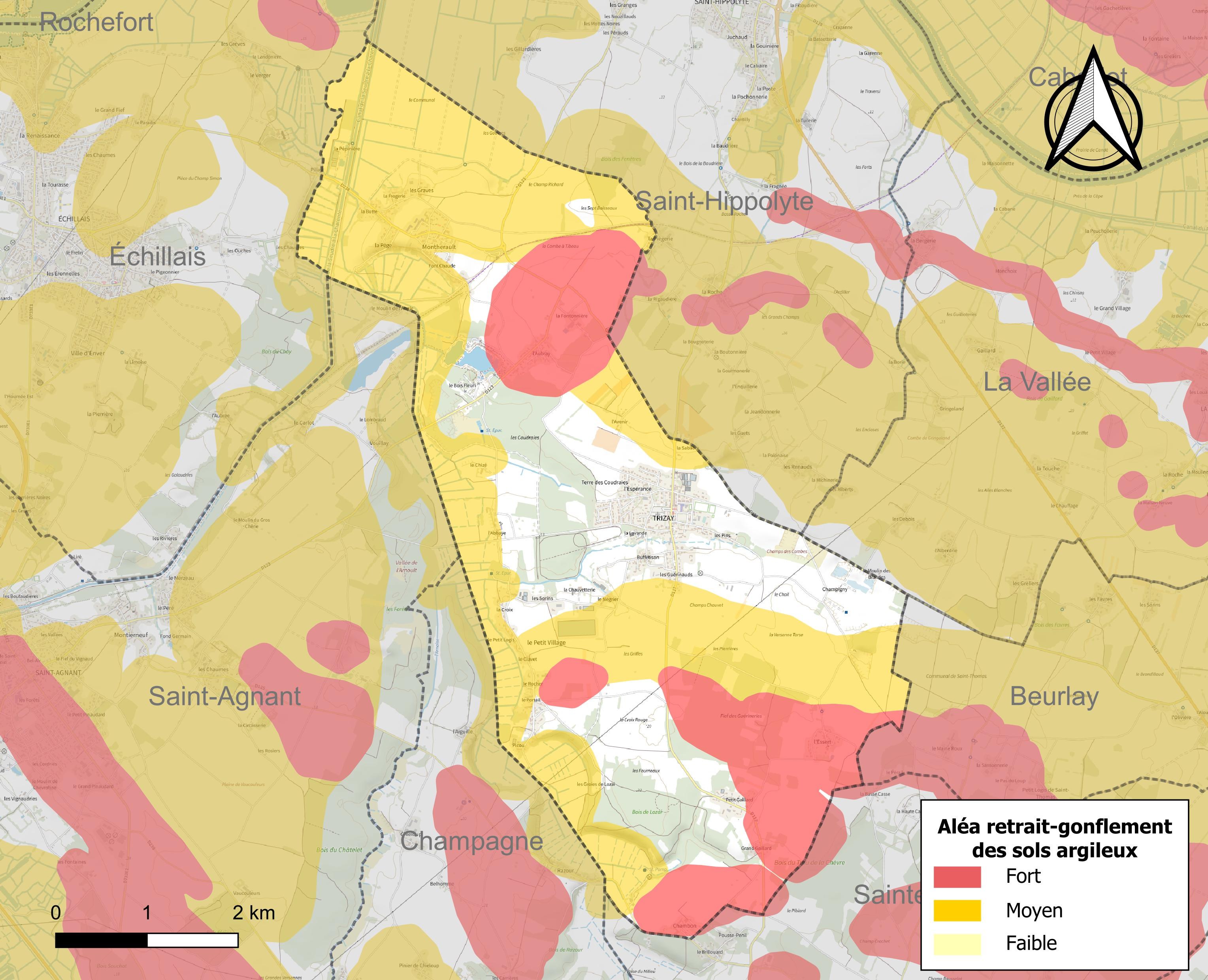
Carte des zones d'aléa retrait-gonflement des sols argileux de Trizay.

Les mouvements de terrains susceptibles de se produire sur la commune sont des tassements différentiels.
Le retrait-gonflement des sols argileux est susceptible d'engendrer des dommages importants aux bâtiments en cas d’alternance de périodes de sécheresse et de pluie. 66,7 % de la superficie communale est en aléa moyen ou fort (54,2 % au niveau départemental et 48,5 % au niveau national). Sur les 642 bâtiments dénombrés sur la commune en 2019,  309 sont en aléa moyen ou fort, soit 48 %, à comparer aux 57 % au niveau départemental et 54 % au niveau national. Une cartographie de l'exposition du territoire national au retrait gonflement des sols argileux est disponible sur le site du BRGM,.
Par ailleurs, afin de mieux appréhender le risque d’affaissement de terrain, l'inventaire national des cavités souterraines permet de localiser celles situées sur la commune.
Concernant les mouvements de terrains, la commune a été reconnue en état de catastrophe naturelle au titre des dommages causés par la sécheresse en 1989, 1991, 2003 et 2005 et par des mouvements de terrain en 1999 et 2010.
Un risque sismique léger concerne la commune qui est située non loin de la faille d'Oléron. Le 7 septembre 1972 le séisme d'Oléron d'une magnitude de 5,7 a produit quelques dégâts dans la région et a pu être ressenti jusqu'en région parisienne. Le dernier séisme ressenti en date, toujours sur cette faille, d'une magnitude de 4,7, a eu lieu le 18 avril 2005.

#### Risques technologiques
Le risque de transport de matières dangereuses sur la commune est lié à sa traversée par une ou des infrastructures routières ou ferroviaires importantes ou la présence d'une canalisation de transport d'hydrocarbures. Un accident se produisant sur de telles infrastructures est susceptible d’avoir des effets graves sur les biens, les personnes ou l'environnement, selon la nature du matériau transporté. Des dispositions d’urbanisme peuvent être préconisées en conséquence.

## Toponymie
Le nom de la commune provient probablement de l'anthroponyme gallo-romain Tritius, auquel a été apposé le suffixe -acum[réf. nécessaire].

## Histoire

### Préhistoire
Le territoire communal semble avoir été occupé de longue date, sans doute depuis le néolithique. Un dolmen, le dolmen de Buffetizon, témoigne de cette époque reculée. Partiellement détruit, il fut remonté au cours du siècle dernier. Des haches en bronze furent également retrouvées par un cultivateur en 1903. Celles-ci, retrouvées dans une excavation à proximité du lieu-dit l'Avenir étaient au nombre de 21, dont 14 à bords droits et 7 de forme rectangulaire. 
À l'époque préhistorique, une partie de la commune se trouvait en bordure d'un vaste estuaire, l'estuaire de l'Arnoult. Celui-ci se prolongeait jusqu'à Pont-l'Abbé-d'Arnoult et Sainte-Radegonde. 
Largement ouvert sur la mer, son empreinte est visible à travers des falaises, aujourd'hui isolées au milieu des terres : les cadorettes.

### Antiquité
De l'époque gallo-romaine ne subsistent que peu de vestiges, ceux-ci consistant principalement en quelques fondations retrouvées notamment près du lieu-dit Chizé.

### Moyen Âge

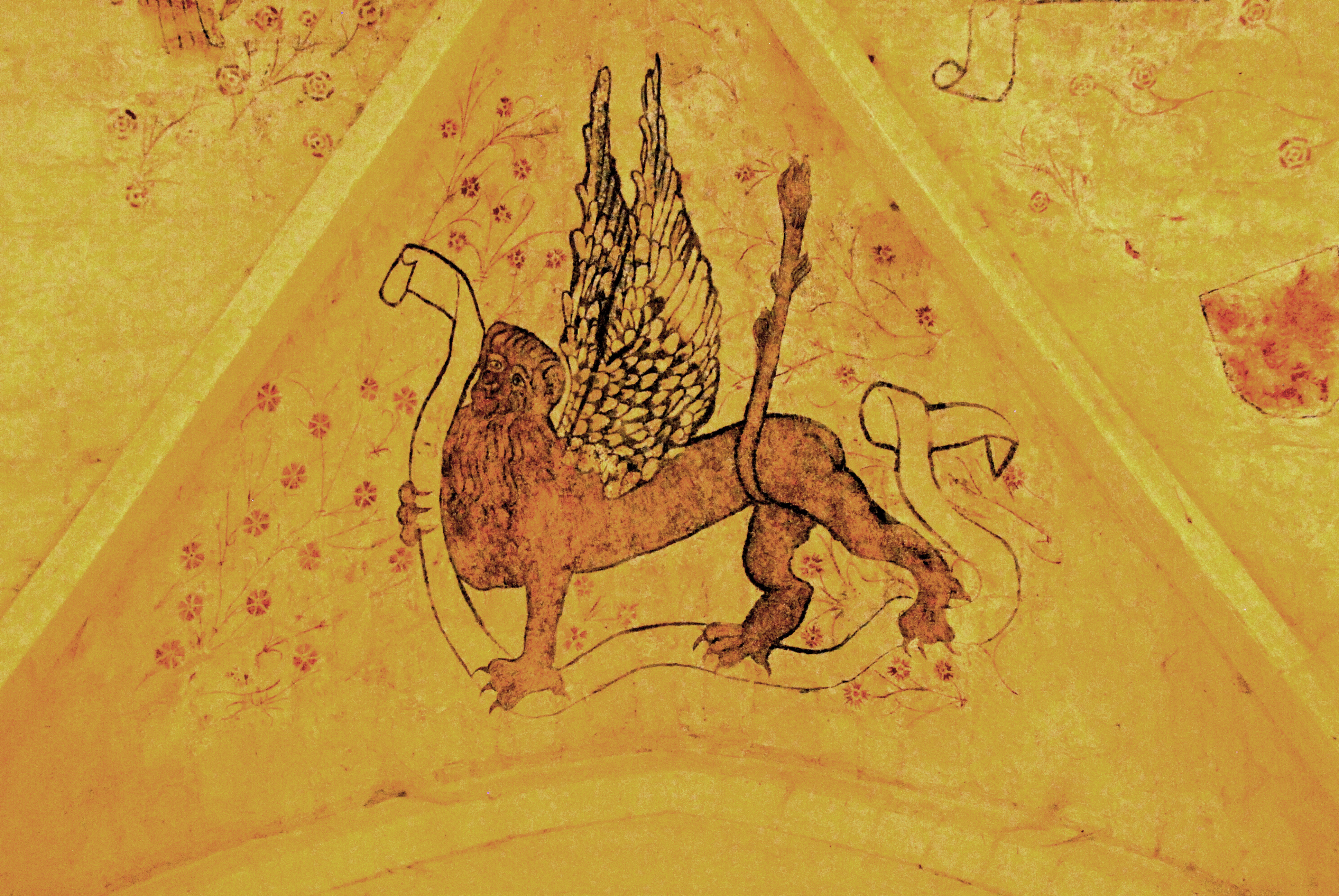
Fresques du XVe siècle dans le réfectoire du prieuré.

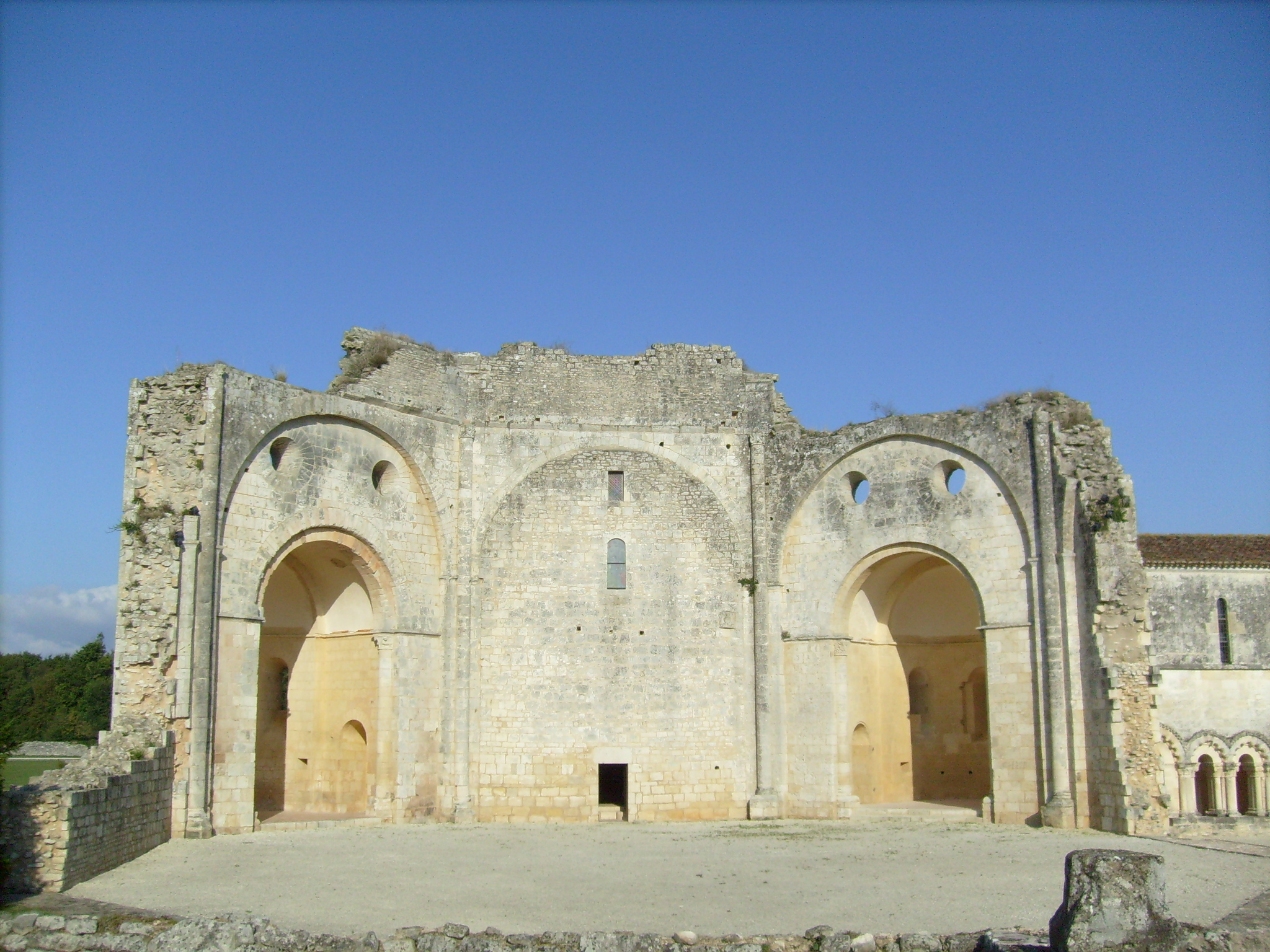
Ruines de l'église abbatiale.

Au Moyen Âge, le village appartient à la seigneurie de Tonnay. L'un de ces seigneurs, dont le nom n'est pas passé à la postérité, fonde au XIe siècle le Prieuré de Trizay, avant d'en faire don à l'abbaye de la Chaise-Dieu.
Une légende affirme que la fondation de ce monastère intervint à la suite d'une vengeance de ce seigneur, lequel aurait assassiné plusieurs religieux soupçonnés d'avoir violé sa fille. Celui-ci aurait fait ficeler les religieux dans un sac, avant qu'ils ne soient jetés dans un puits. De fait, un lieu-dit portait encore au XIXe siècle le nom de Fosse-aux-Moines. 
Cherchant à expier sa faute, ce seigneur aurait ensuite fondé le prieuré.
Les seigneurs de Tonnay font preuve de grandes libéralités envers ce prieuré, dont l'histoire demeure cependant fort mal connue. 

### Temps modernes
En 1585, après la retraite du chef protestant Henri Ier de Bourbon-Condé en Angleterre, la Ligue veut achever de réduire les « huguenots », qui tiennent encore plusieurs places fortes dans la région. Parmi celles-ci, le prieuré de Trizay, transformé en citadelle et qui,  passé successivement aux deux partis, en est dégradé. Au cours des combats, l'église priorale est dévastée et en grande partie ruinée, tandis que les archives du prieuré sont également détruites.
En 1698, les registres d'imposition de la Généralité de La Rochelle révèlent que la paroisse de Trisay est abonnée pour 410 livres aux deux principaux seigneurs du lieu : l'évêque de Lectoure, François-Louis de Polastron, abbé commendataire de l'abbaye, et le seigneur de Coutiers. Le même document révèle que la paroisse produit principalement : blé, bois et pâcages (sic) et peu de vin.
1783 est une année marquée par des conditions météorologiques inhabituelles dans l'ensemble de l'Europe. En Saintonge et en Aunis, on note de violentes gelées jusqu'au printemps, lesquelles anéantissent les récoltes, déjà très maigres l'année précédente. Dans un rapport faisant une synthèse de la situation dans l'ensemble des paroisses de la Généralité, on note qu'à Trizay, il y a alors 12 naissance pour 17 décès et que « Il y a beaucoup de pauvres dans cette paroisse »

### Révolution française et Empire
Durant les heures sombres de la période révolutionnaire, en 1793, l'heure est au  culte de la Raison . Les autorités, qui ont proclamé le régime de la Terreur, encouragent alors vivement la déchristianisation. Les citoyens Lequinio et Laignelot sont les deux  représentants du peuple  chargés d'appliquer la terreur à Rochefort et son district. Les persécutions contre les ministres du culte ne tardent pas : c'est le début de l'épisode des « Pontons de Rochefort », sur lesquels on entasse les prêtres réfractaires.
En ces temps de troubles, certains prêtres choisissent de renoncer à leurs vœux. Le prêtre de Trizay, le curé Chabert, est l'un d'entre eux. Jetant sa lettre de prêtrise au feu au cours d'une grande cérémonie patriotique, il indique que « reconnaissant l'erreur du culte mensonger qu'il a prêché jusqu'à présent, et voulant entrer dans le sentier de la philosophie et de la saine doctrine, il déclare formellement renoncer au métier de prêtre (...) » Les actes de la municipalité de Rochefort datés du 16 brumaire au 1er floréal, an II, consignent les faits.

### Époque contemporaine

#### Un nouveau bourg

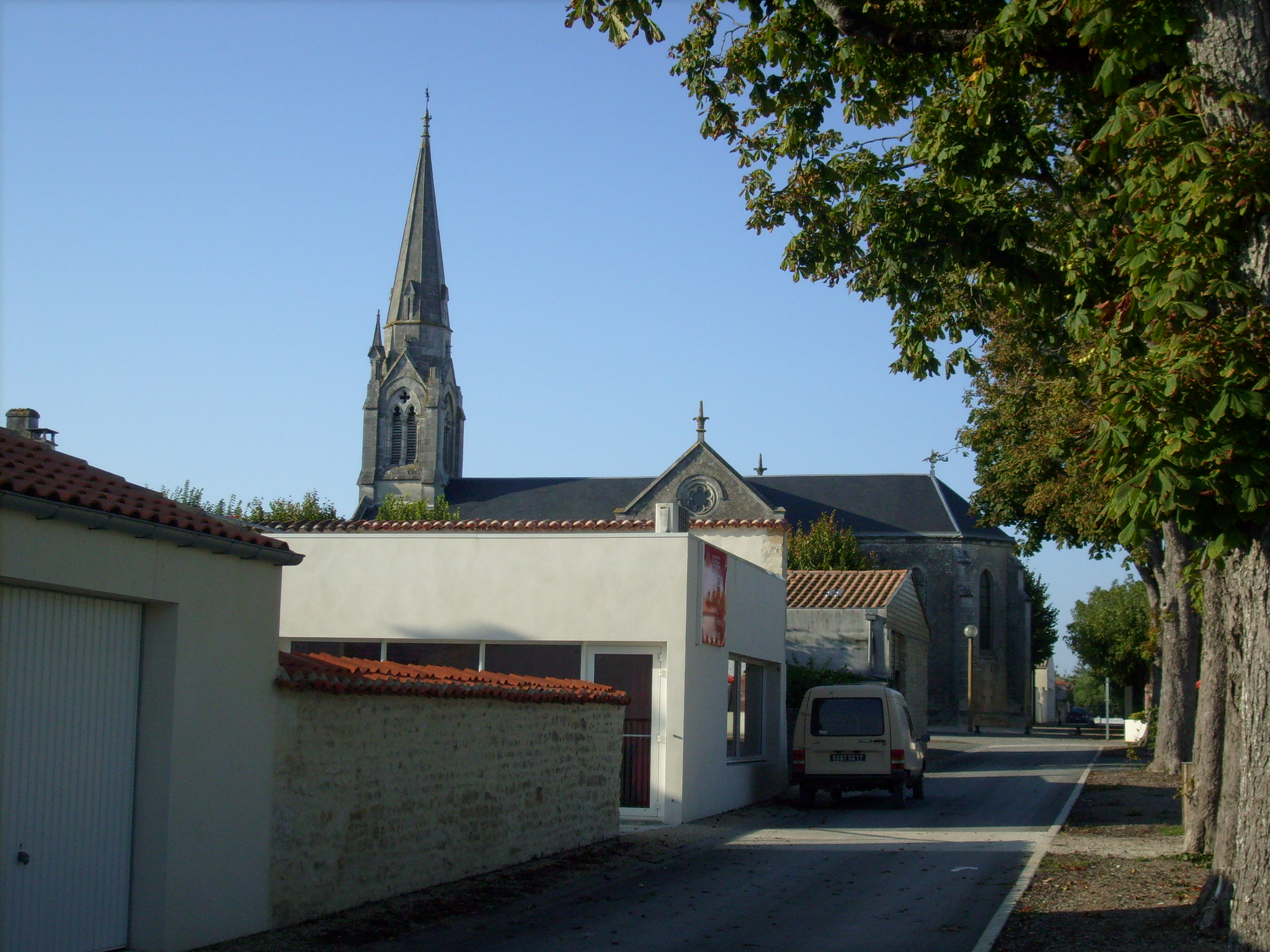
Le centre du bourg et l'église Saint-François.

Autrefois constitué d'un habitat épars, la municipalité choisit d'édifier un nouveau bourg, plus central, lequel fut créé en 1840 sur un terrain communal, héritage d'un don octroyé au prieuré par le seigneur Hugues de Tonnay en 1330. Une chapelle est construite, remplacée par une nouvelle église en 1895 afin de remplacer celle du prieuré tombant en ruine. Le cimetière, autrefois attenant au prieuré, est lui aussi déplacé.
La restauration du prieuré intervint en 1994, suivie un an plus tard de la création d'un parc à l'emplacement des anciennes carrières de pierre : le lac du bois-fleuri, complété ultérieurement par les jardins de Compostelle.

#### Monthérault
L'un des principaux écarts de la commune, Monthérault, était autrefois une paroisse indépendante, appartenant à la seigneurie de La Bergerie au XIIIe siècle. Elle est citée dans une charte de 1326 comme « Mont Meyraud » (Monte Meyraudi).
Elle conserve une église en grande partie préromane, dont la légende fait remonter la fondation à Charlemagne, en 777. Après sa victoire contre les Sarrasins à la bataille de Montierneuf, celui-ci aurait ordonné l'érection d'un oratoire, remplacé par une nouvelle église entre le Xe et le XIe siècle. En 1586, les huguenots établissent un campement à proximité.
Par ordonnance royale du 29 novembre 1826, la commune de Trizay annexe celle de Monthérault.
L'église est abandonnée après l'annexion de la commune de Monthérault, créée en 1790 et rattachée à celle de Trizay (ordonnance du 29 novembre 1826).

## Politique et administration

### Rattachements administratifs et électoraux

#### Rattachements administratifs
La commune se trouve dans l'arrondissement de Saintes du département de la Charente-Maritime.
Elle faisait partie depuis 1801 du canton de Saint-Porchaire. Dans le cadre du redécoupage cantonal de 2014 en France, cette circonscription administrative territoriale a disparu, et le canton n'est plus qu'une circonscription électorale.

#### Rattachements électoraux
Pour les élections départementales, la commune fait partie depuis 2014 d'un nouveau canton de Saint-Porchaire porté de 15 à 20 communes.
Pour l'élection des députés, elle fait partie de la cinquième circonscription de la Charente-Maritime.

### Intercommunalité
Trizay est membre de la communauté de communes Cœur de Saintonge, un établissement public de coopération intercommunale (EPCI) à fiscalité propre créé fin 1993  et auquel la commune a transféré un certain nombre de ses compétences, dans les conditions déterminées par le code général des collectivités territoriales.
Cette intercommunalité, créée sous le nom de communauté de communes du canton de Saint-Porchaire, a pris en 1998 lenom de communauté de communes Charente-Arnoult Cœur de Saintonge et en 2019 son nom actuel de  Communauté de communes Cœur de Saintonge.

### Tendances politiques et résultats
L'examen du résultat des derniers scrutins révèle un électorat de la commune plutôt ancré à droite.
Ainsi, lors du second tour de élection présidentielle de 2002,  82,91 % des électeurs ont voté pour Jacques Chirac (RPR), 17,09 % pour Jean-Marie Le Pen (FN). Lors de ce scrutin, 18,35 % des électeurs se sont abstenus
Lors du second tour de l'élection présidentielle de 2007, 57,05 % des électeurs ont apporté leurs suffrages à Nicolas Sarkozy, soit quatre points de plus que la moyenne nationale, établie à 53,06 % et 42,95 à Ségolène Royal. Lors de ce scrutin, 11,62 % des électeurs se sont abstenus.
Au premier tour de l'élection présidentielle de 2012, les quatre premiers candidats sont Nicolas Sarkozy (28,66 % des suffrages exprimés), Marine Le Pen (22,83 %), François Hollande (22,70) et Jean-Luc Mélenchon (9,93 %.
Au second tour, Nicolas Sarkozy obtient 414 voix (54,55 %) et le candidat élu François Hollande 345 voix (45,45 %), lors d'un scrutin où 14,49 % des électeurs se sont abstenus.
Au premier tour de l'élection présidentielle de 2017, les quatre premiers candidats sont Marine Le Pen (25,43 % des suffrages exprimés), Emmanuel Macron (21,71 %), Jean-Luc Mélenchon (18,36 %) et François Fillon (17,00 %). 
Au second tour, le candidat élu Emmanuel Macron obtient 399 voix (58,08 %) et Marine Le Pen 288 voix (41,92 %) lors d'un scrutin marqué par 21,61 % d'abstentions.
Au premier tour de l'élection présidentielle de 2022, les quatre premiers candidats sont Marine Le Pen (31,98 % des suffrages exprimés), Emmanuel Macron (24,62 %), Jean-Luc Mélenchon (13,08 %) et Éric Zemmour (6,48%).
Au second tour, Marine Le Pen, avec 430 voix (51,74 %) devance le candidat élu Emmanuel Macron (401 voix, 48,26 %), lors d'un scrutin marqué par 17,24 % d'abstention.
Lors des élections municipales de 2014 en Charente-Maritime, première élection au scrutin de liste, celle UMP menée par le maire sortant Michel Doublet est la seule candidate et obtient la totalité des 529 suffrages exprimés, et est élue en totalité. Deux de ses membres siègent au conseil communautaire. Lors de ce scrutin, 36,85 % des électeurs se sont abstenus et 14,95 des votants ont chois un bulletin blanc ou nul.
Il en est de même lors des élections municipales de 2020 en Charente-Maritime : l'unique liste menée par le maire sortant  Michel Doublet obtient 365 suffrages exprimés. L'ensemble des colistiers est donc élue et deux d'entre eux sont également conseillers communautaires. Ce scrutin est marqué par la pandémie de Covid-19 en France et 61,10 % des électeurs s'abstiennent. 9,43 % des votants ont choisi un bulletin blanc ou nul.

### Liste des maires
| Période                                  | Période                        | Identité           | Étiquette         | Qualité |
| ---------------------------------------- | ------------------------------ | ------------------ | ----------------- | --- |
| Les données manquantes sont à compléter. |                                |                    |                   | |
| 1977                                     | août 2022                      | Michel Doublet     | RPR puis UMP → LR | Agriculteur retraité Conseiller général puis départemental de Saint-Porchaire (1982 → 2022) Vice-président du conseil général puis départemental de la Charente-Maritime (avant 2015 → 2022) Sénateur de la Charente-Maritime (1989 → 2014) Président de l'Association des Maires de Charente-Maritime (2001 → 2022) Mort en fonction |
| août 2022                                | En cours (au 16 décembre 2022) | Stanislas Caillaud |                   | Cadre de la fonction publique territoriale Président du club de football (2011 → 2018) |

### Distinctions et labels
Dans son palmarès 2024, le Conseil national de villes et villages fleuris de France a attribué deux fleurs à la commune.

## Équipements et services publics

### Eau et déchets
La commune est équipée d'une déchèterie gérée par la communauté de communes. L'accès en est réglementé.

### Enseignement
La commune est équipée d'une école publique, située place du Général-de-Gaulle. En 2003, le nombre d'élèves scolarisés était de 174, passant à 196 en 2005. Les collèges les plus proches sont situés à Saint-Agnant, à Saint-Porchaire, chef-lieu du canton, à Tonnay-Charente ainsi qu'à Rochefort, ville qui accueille également plusieurs lycées.
À proximité de l'école se trouve une bibliothèque municipale. Celle-ci possède environ 3000 ouvrages auxquels s'ajoutent les échanges du bibliobus, représentant environ 400 ouvrages supplémentaires.

### Postes et télécommunications
La commune reçoit les signaux de la TNT via l'émetteur de Niort-Maisonnais, l'un des premiers émetteurs à avoir été mis en service en France. La réception du signal est assez inégale, passant d'environ 53 dBµV/m (réception sujette à altérations ponctuelles) dans la partie septentrionale de la commune à environ 71 dBµV/m (qualité de réception moyenne à élevée) dans le reste du territoire, centre-bourg inclus. L'émetteur de Niort-Maisonnais diffuse ainsi 19 chaînes de télévision gratuites, dont la version de France 3 Atlantique (déclinaison de France 3 Poitou-Charentes) et France 3 Ouest.

### Santé
La commune de Trizay ne compte pas de médecins. Plusieurs cabinets médicaux sont néanmoins implantés dans les communes voisines de Saint-Agnant et d'Échillais. Le centre hospitalier le plus proche se situe à Rochefort, de même que la principale caserne des pompiers. Un centre de secours des sapeurs pompiers est également situé à Saint-Porchaire, le chef-lieu du canton.

## Population et société

### Démographie

#### Evolution démographique
L'évolution du nombre d'habitants est connue à travers les recensements de la population effectués dans la commune depuis 1793. Pour les communes de moins de 10 000 habitants, une enquête de recensement portant sur toute la population est réalisée tous les cinq ans, les populations de référence des années intermédiaires étant quant à elles estimées par interpolation ou extrapolation. Pour la commune, le premier recensement exhaustif entrant dans le cadre du nouveau dispositif a été réalisé en 2008.

En 2022, la commune comptait 1 505 habitants, en évolution de +1,69 % par rapport à 2016 (Charente-Maritime : +4,04 %, France hors Mayotte : +2,11 %).
| 1793 | 1800 | 1806 | 1821 | 1831 | 1836 | 1841 | 1846 | 1851 |
| ---- | ---- | ---- | ---- | ---- | ---- | ---- | ---- | ---- |
| 264  | 270  | 206  | 245  | 410  | 515  | 543  | 617  | 609  |

| 1856 | 1861 | 1866 | 1872 | 1876 | 1881 | 1886 | 1891 | 1896 |
| ---- | ---- | ---- | ---- | ---- | ---- | ---- | ---- | ---- |
| 625  | 668  | 746  | 761  | 781  | 814  | 791  | 794  | 805  |

| 1901 | 1906 | 1911 | 1921 | 1926 | 1931 | 1936 | 1946 | 1954 |
| ---- | ---- | ---- | ---- | ---- | ---- | ---- | ---- | ---- |
| 781  | 791  | 783  | 751  | 704  | 660  | 681  | 630  | 630  |

| 1962 | 1968 | 1975 | 1982 | 1990  | 1999  | 2006  | 2008  | 2013  |
| ---- | ---- | ---- | ---- | ----- | ----- | ----- | ----- | ----- |
| 683  | 707  | 733  | 902  | 1 049 | 1 122 | 1 252 | 1 289 | 1 416 |

| 2018  | 2022  | - | - | - | - | - | - | - |
| ----- | ----- | - | - | - | - | - | - | - |
| 1 471 | 1 505 | - | - | - | - | - | - | - |

D'après les informations publiées par l'INSEE en 1999, la population de la commune est de 1 122 habitants, répartis sur une superficie de 1 413 hectares, soit une densité de population de 79 habitants au kilomètre carré. Après avoir atteint un pic en 1881, la population décrut lentement mais régulièrement jusqu'au recensement de 1954. Dès lors, la tendance n'a cessé de s'inverser : de 630 habitants dans les années de l'immédiat après-guerre, la population est passée à 902 habitants au début des années 1980, pour finalement passer la barre des 1000 habitants dix ans plus tard.
 Les statistiques publiées en 1999 indiquent une part des moins de 25 ans dans la population de 29,5 %, tandis que celle des non-diplômés atteint 26,5 %. La part des étrangers dans la population est très faible : elle est actuellement de l'ordre de 0,6 %. Les familles monoparentales représentent quant à elles 6,1 % de la population communale.
Trizay fait alors partie de l'aire urbaine de Rochefort, constituée de 18 communes situées dans la zone d'influence forte de cette ville, seconde agglomération du département de la Charente-Maritime. En 1999, cet ensemble représentait une population de 48 772 habitants, ce qui en faisait la 141e aire urbaine de France.

#### Pyramide des âges
La population de la commune est relativement jeune.
En 2018, le taux de personnes d'un âge inférieur à 30 ans s'élève à 32,8 %, soit au-dessus de la moyenne départementale (29 %). À l'inverse, le taux de personnes d'âge supérieur à 60 ans est de 27,1 % la même année, alors qu'il est de 34,9 % au niveau départemental.
En 2018, la commune comptait 742 hommes pour 729 femmes, soit un taux de 50,44 % d'hommes, largement supérieur au taux départemental (47,85 %).
Les pyramides des âges de la commune et du département s'établissent comme suit.
| Hommes | Classe d’âge | Femmes |
| ------ | ------------ | ------ |
| 1,9    | 90 ou +      | 2,5    |
| 8,0    | 75-89 ans    | 8,5    |
| 15,8   | 60-74 ans    | 17,7   |
| 20,1   | 45-59 ans    | 19,9   |
| 19,9   | 30-44 ans    | 20,2   |
| 12,4   | 15-29 ans    | 12,2   |
| 22,0   | 0-14 ans     | 19,1   |

| Hommes | Classe d’âge | Femmes |
| ------ | ------------ | ------ |
| 1,1    | 90 ou +      | 2,6    |
| 10,1   | 75-89 ans    | 12,6   |
| 22     | 60-74 ans    | 23,2   |
| 20,1   | 45-59 ans    | 19,7   |
| 16,1   | 30-44 ans    | 15,6   |
| 15,2   | 15-29 ans    | 12,7   |
| 15,4   | 0-14 ans     | 13,6   |

### Sports et loisirs
La commune est pourvue d'un stade municipal et d'un court de tennis. Plusieurs associations sportives sont présentes dans la commune : parmi celles-ci, un club de football, le CST (Club sportif de Trizay), qui a fêté ses quarante ans en 2008. Les autres associations sont le Tennis-club de Trizay, une association de gymnastique et un club de pétanque.
Depuis 2001, au mois d'avril, la commune organise annuellement les « Foulées trizayennes », une course pédestre de 15 kilomètres[réf. nécessaire].

### Vie associative
Les principales associations que compte la commune sont le comité des fêtes, chargé des animations, le club féminin, l'association les p'tites marmottes, qui regroupe les professionnels de la petite enfance (spécialement les assistantes maternelles), le club de jeunes footballeurs en cœur de saintonge et le club de chasse agréé de Trizay. Une association des parents d'élèves est également implantée dans la commune, de même que deux associations patriotiques : l'Association des anciens combattants prisonniers de guerre et la Fédération nationale des anciens combattants d'Algérie. Une école de batterie assure des cours chaque semaine.

### Cultes
Trizay appartient au diocèse catholique de La Rochelle et à l'archidiocèse métropolitain de Poitiers. (avant 2002, à l'archidiocèse de Bordeaux).

## Économie
La commune est équipée d'une zone artisanale, des principaux commerces de base (épicerie, bar, boulangerie), des services publics (La Poste, école publique) et de plusieurs infrastructures d'accueil (camping, chambres d'hôtes, gîtes ruraux). Plusieurs artisans sont implantés sur le territoire communal : plombiers, maçons, menuisiers, électriciens. Une pépinière, une entreprise de maraîchage, un garage, un hôtel-restaurant et une entreprise de développement de sites internet constituent l'essentiel du tissu économique communal.
En 1999, le taux de chômage était légèrement supérieur à la moyenne nationale, soit 13,1 % contre 12,9 % au plan national. Le taux d'activité des personnes entre 20 et 59 ans était de 80 %. Les actifs forment 42,3 % de la population, suivis par les étudiants et enfants scolarisés, formant 22,2 %, puis viennent les retraités qui composent 20,4 % de la population, ce qui correspond approximativement à la moyenne nationale.
Parmi les actifs, 32,8 % sont alors  employés (principalement dans les domaines du tourisme ou des services), 31,9 % ouvriers, 17,6 % appartiennent aux professions intermédiaires, 8,4 % sont artisans ou chefs d'entreprise et 5,9 % travaillent dans le domaine de l'agriculture.

## Culture locale et patrimoine

### Lieux et monuments

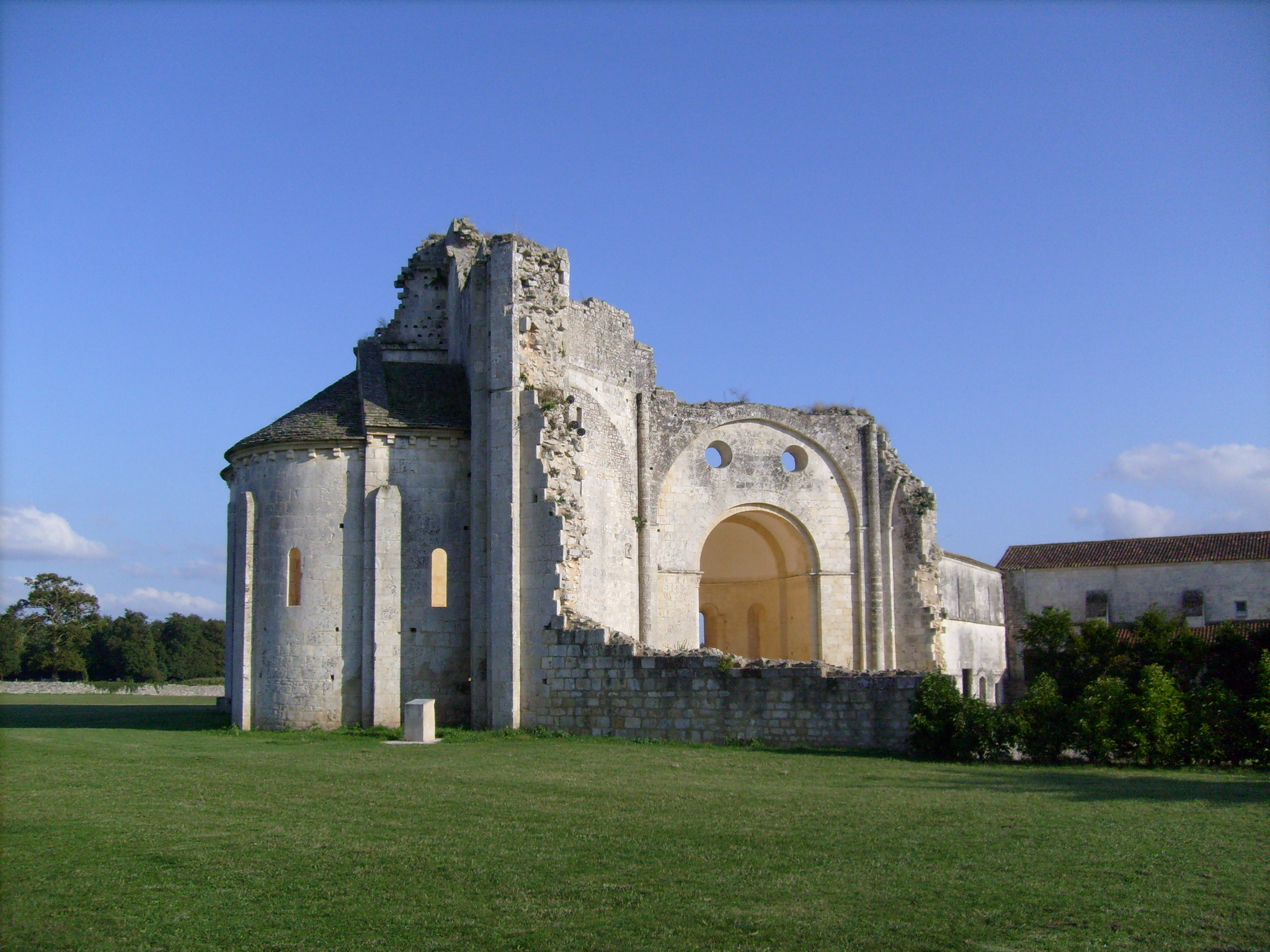
L'église Saint-Jean-l'Évangéliste.

- Prieuré Saint-Jean-l'Évangéliste :

Ce prieuré bénédictin est fondé au XIe siècle sur une légère éminence dominant les marais de la rive droite de l'Arnoult par un seigneur de Tonnay-Charente, qui le donne par la suite à l'abbaye de la Chaise-Dieu. Ruiné durant les guerres de religion, négligé par les prieurs commendataires chargés de son entretien au cours des XVIIe et XVIIIe siècles, il est déjà en partie ruiné lors d'un état des lieux réalisé en 1760. Les bâtiments conventuels sont convertis en exploitation agricole au XIXe siècle, tandis que les vestiges de l'ancienneéglise servent tant bien que mal d'église paroissiale jusqu'en 1840, date à laquelle elle est fermée pour cause d'insalubrité.
Classé monument historique en 1920, le prieuré est entièrement restauré durant la décennie 1990-2000. Il abrite désormais un centre d'art contemporain, et ses bâtiments sont ouverts à la visite. L'ensemble a obtenu le label des trésors de Saintonge.
Le prieuré conserve les vestiges d'une église romane datant du XIe siècle dont la structure est unique en Saintonge. Seuls subsistent une abside et deux absidioles greffées sur un vaste plan à pans coupés, laissant imaginer un vaste édifice polygonal. Plusieurs chapiteaux sont ornés de thèmes animaliers ou végétaux, en particulier dans la chapelle sud. Le chevet est orné de sculptures représentant des lions aux corps tordus. Des vitraux modernistes ont été posés récemment.
Les bâtiments conventuels comprennent notamment une salle capitulaire voûtée d'ogives datant du XIIIe siècle, ainsi qu'un dortoir abritant des traces de fresques médiévales. À proximité a été reconstitué un jardin comprenant des plantes ornementales et potagères, dans la tradition des prieurés médiévaux.
- Parc botanique des jardins de Compostelle : 
Ce parc botanique de 2 hectares jouxte les berges du lac du Bois-Fleuri, un plan d'eau artificiel destiné aux loisirs. Celui-ci fut aménagé dans d'anciennes carrières et inauguré en 1995. Il comporte aire de jeux, sentiers de randonnées, restaurant et hôtel. La partie haute de ce parc a été aménagée en 1998, sous l'appellation des « Jardins de Compostelle », en hommage aux pèlerins qui sillonnaient jadis les routes de cette partie de la Saintonge, ce dont témoignent encore les nombreux établissements religieux présents en val d'Arnoult. Aménagé par le paysagiste rochefortais Jean-François Galinet[58], il forme une promenade à travers différents écosystèmes, présentant fleurs rares, plantes exotiques ou locales, ainsi qu'une oliveraie[59]. 
Une partie du parc, formant environ 80 ares, est entièrement boisée. Elle jouxte une roseraie ponctuée de différents jeux d'eau : canal, fontaines, nymphes, ainsi qu'une lavanderaie[60].

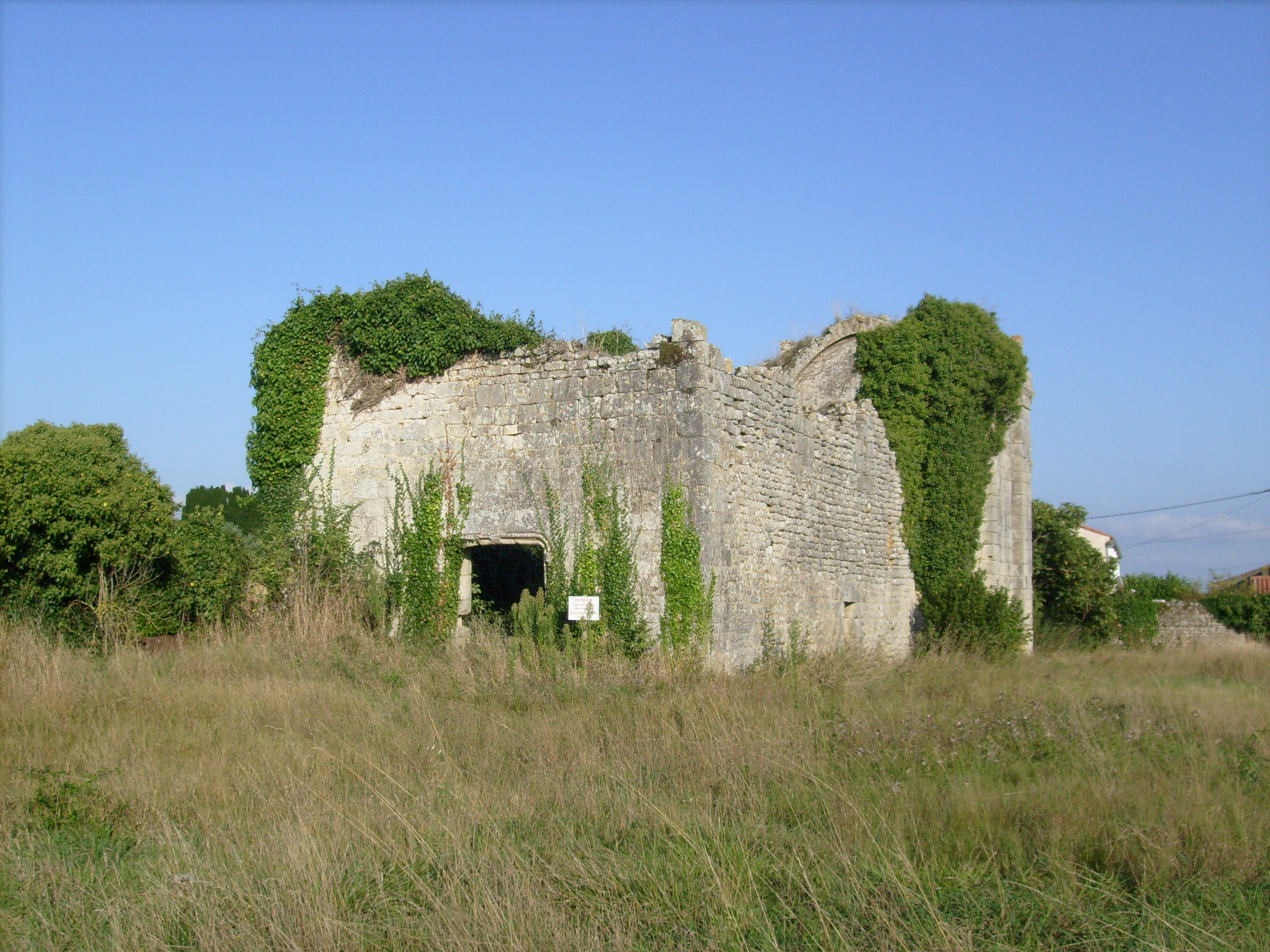
L'église Notre-Dame de Monthérault avant sa restauration complète.

- Église Notre-dame-de-Monthérault : 
Cette église est l'une des plus anciennes du canton[61]. Si la légende fait remonter sa fondation à l'époque de l'empereur Charlemagne, lequel l'aurait édifiée pour célébrer sa victoire sur les Sarrasins à la bataille de Montierneuf, en l'an 777[62], l'édifice actuel semble plus probablement remonter au Xe siècle ou XIe siècle. À la suite du rattachement de Monthérault à Trizay en 1826, l'église est progressivement laissée à l'abandon. Inscrite à l'inventaire supplémentaire des monuments historiques en 1996[63], elle est refusée au classement deux ans plus tard. L'église a été restaurée au début des années 2010.

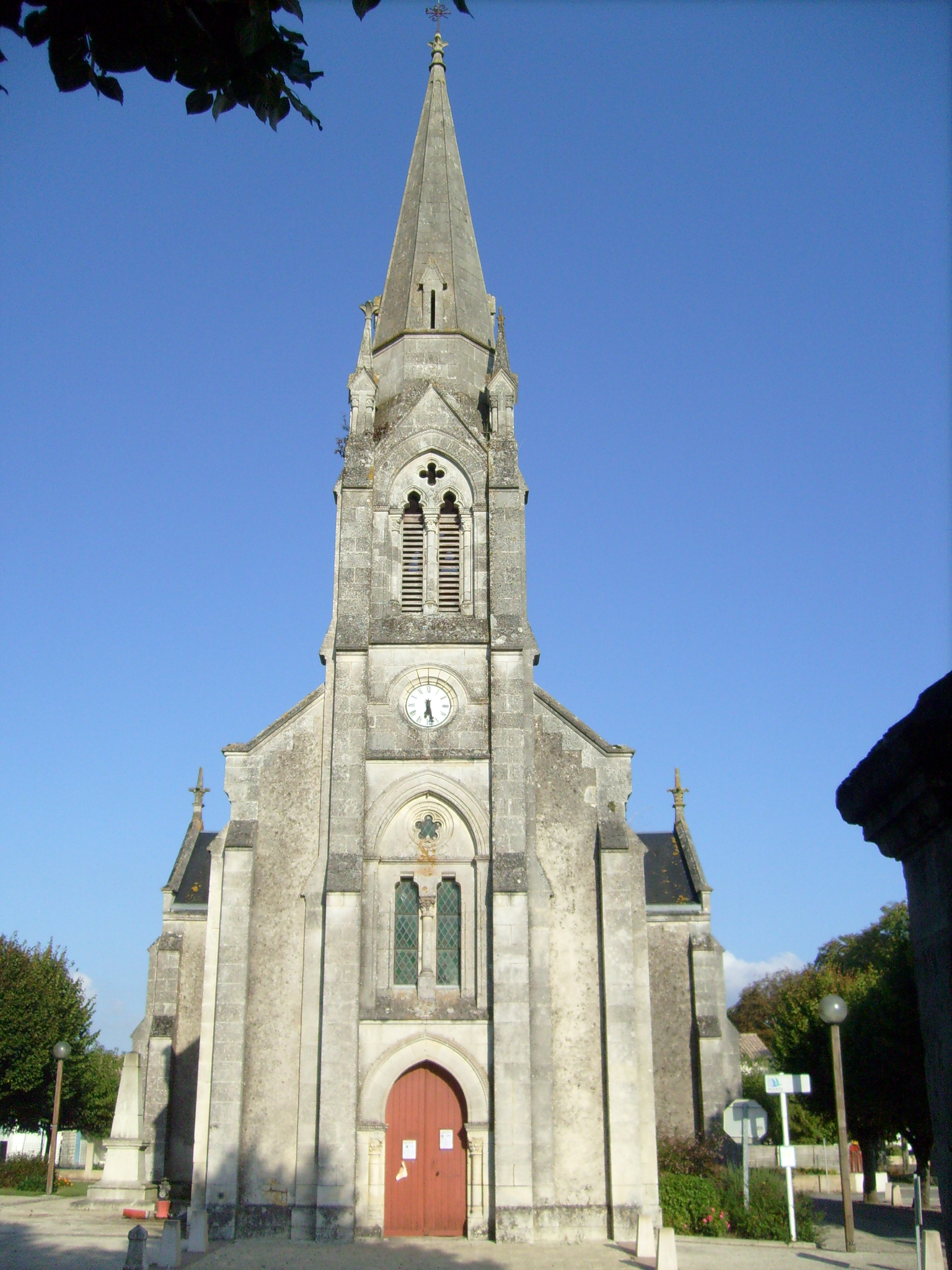
L'église Saint-François.

- L'église Saint-François, construite en 1895, afin de remplacer l'ancienne église du prieuré devenue vétuste[31], de style néogothique, est bâti sur un plan en croix latine. Il est formé d'une nef unique comprenant deux travées, bordée de deux chapelles saillantes formant transept et terminée par une abside semi-circulaire, l'ensemble étant voûté d'ogives. En façade, un porche intérieur supporte une tribune, elle-même surmontée d'un clocher en pierre de taille couronné d'une flèche octogonale encadrée de quatre pinacles.
- Château Belenfant : 
Château néo-gothique élevé en 1887 pour un négociant de la commune, Émile Belenfant[62]. S'inspirant de l'architecture castrale du Moyen Âge, il se compose d'un corps de logis rectangulaire comprenant deux niveaux, surmonté de combles. La façade est ornée de sept fenêtres à meneaux, auxquelles s'ajoutent quatre fenêtres plus petites au niveau des combles. Un faux chemin de ronde court au sommet. La toiture, en forte pente, est en ardoise.
- Grotte du Creux-Nègre : 
Entre Trizay et Saint-Agnant se trouve une grotte constituée de deux segments de galerie au profil ogival : la grotte du Creux-Nègre. Sa formation est intervenue durant la période géologique du Turonien[64]. 
Les parois sont striées de vagues d'érosion marquant la direction des écoulements ayant façonné la grotte, il y a environ 90 millions d'années[65].
- Dolmen de Buffetizon : 
Cette sépulture préhistorique est élevée à l'âge du bronze par des hommes issus de ce que l'on appelle la civilisation campaniforme, du nom d'un type particulier de poteries, en forme de cloche renversée, que ceux-ci produisaient en quantité. 
Assez semblable à celui de Paradis-aux-ânes à Jard-sur-Mer, en Vendée, cet édifice est réduit à l'état de ruines informes au début du XXe siècle. La table constituant la partie supérieure de la « chambre » du dolmen mesure environ 2 mètres de long sur 1 mètre 20 de large dans sa partie maximale. Au début des années 1930, les relevés indiquaient qu'elle était brisée en deux et recouverte de gravas.
Les fouilles préalables à sa reconstruction, dirigées par Paul Burgaud en 1934, ont laissé apparaître les restes brisés de cinq à sept individus : humérus, 36 dents en parfait état de conservation - 14 incisives, 18 molaires et 4 canines - ainsi que des dents de chevaux, dont la présence reste inexpliquée. Les corps étaient entourés d'objets funéraires en cuivre et en or (rubans étroits en or, enroulés en spirale – sans doute les restes d'un collier –, accompagnés d'un poignard, pointes de flèches à ailerons)[66] ainsi que des fragments de vases de factures diverses. Il semble que ceux-ci, constitués de 94 morceaux retrouvés au milieu des ossements, aient appartenu à au moins six vases. Certains d'entre eux contenaient des traces d'un dépôt noirâtre sur leur face interne, qui se sont révélés être du carbone résultant de la combustion de résidus d'origine animale ou humaine, sans que les analyses ne permettent de percer le mystère[67].

### Patrimoine culturel

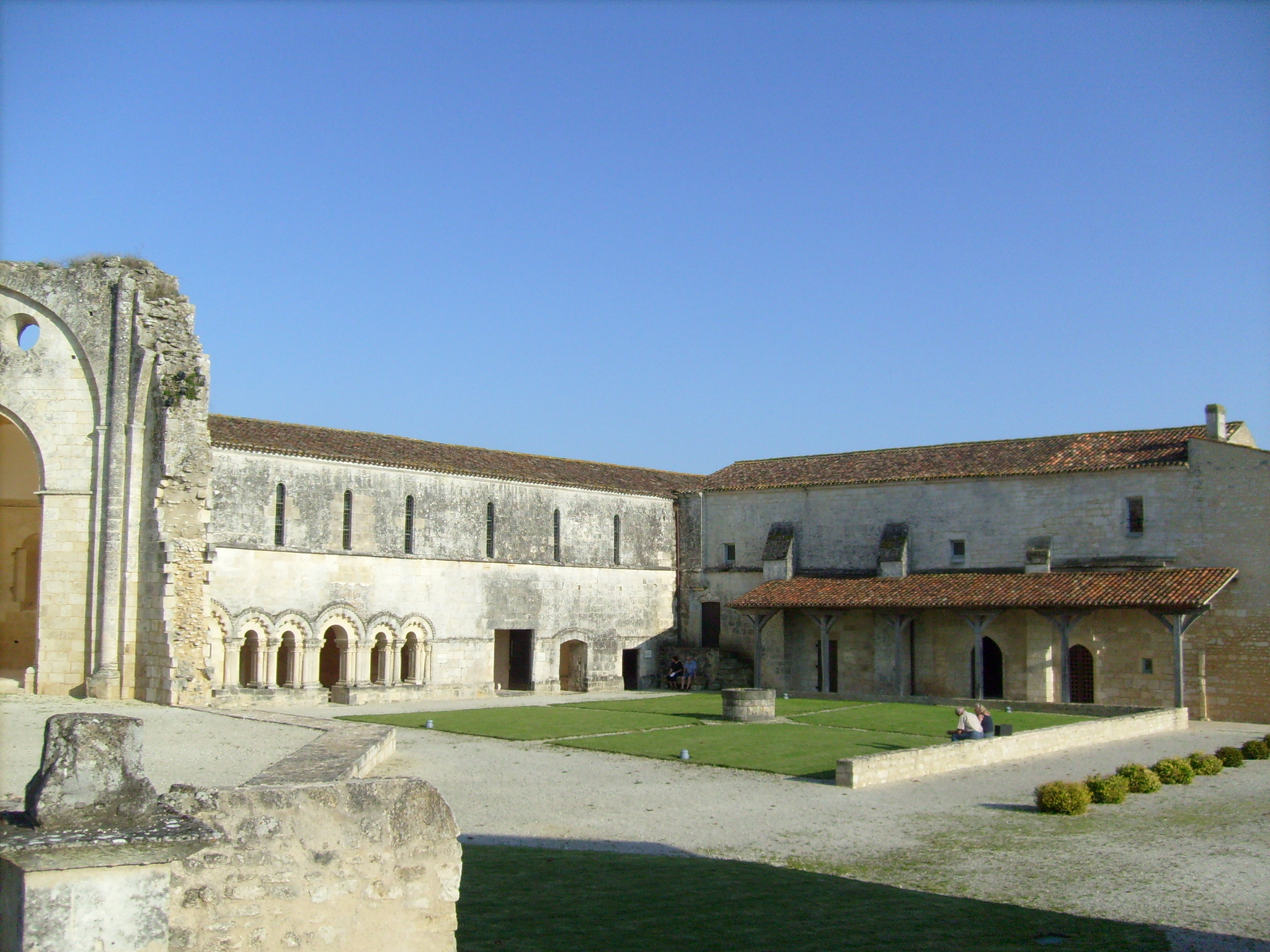
Les bâtiments conventuels du prieuré abritent un centre culturel.

Le prieuré abrite depuis plusieurs années un centre d'art contemporain, où sont exposées les œuvres d'artistes locaux, nationaux et internationaux. Les expositions, ponctuelles ou permanentes, regroupent peintures, sculptures, tapisseries ainsi que d'autres formes d'expression artistique. Sur l'esplanade de l'église, une sculpture représentant un cheval cabré est l'œuvre d'André Brémant.

### Langue régionale
Le saintongeais fait partie de la famille des langues d’oïl, branche des langues romanes, qui comprend également le français, l’angevin le picard et le poitevin avec lequel il est souvent regroupé dans un domaine plus vaste, le poitevin-saintongeais.
Le saintongeais  (saintonjhais) est la langue vernaculaire parlée dans les anciennes provinces d'Aunis, Saintonge et Angoumois. On l’appelle aussi le charentais ou encore le patois charentais. Les locuteurs sont dits patoisants.
Bien que la pratique de la langue soit aujourd'hui confidentielle, le saintongeais a marqué la toponymie de certains lieux-dits de la commune, tout en restant vivace à travers certaines expressions locales.

## Pour approfondir